# آشوت هاکوبیان (سیاستمدار زاده ۱۹۷۵)
آشوت ولادیمیری هاکوبیان (Աշոտ Վլադիմիրի Հակոբյան؛ زادهٔ ۱۶ ژوئیهٔ ۱۹۷۵) یک سیاست‌مدار، اهل ارمنستان که از ماه مه تا اکتبر ۲۰۱۸ به عنوان وزیر ترابری ارتباطات و فناوری اطلاعات ارمنستان در دولت اول نیکول پاشینیان خدمت نمود.